# Aissa Koli
Aissa Koli o Aisa Kili Ngirmaramma fue una reina del Imperio Kanem–Bornu entre 1497–1504 o 1563–1570. 
Hay algunas discrepancias sobre sus orígenes y la fecha de su reinado. Los historiadores árabes no registraron su reinado como si solían hacer con los reyes. En cambio, la tradición oral la registra en la lista de monarcas siendo la discrepancia normal dado que su sucesor Idris Aluma impuso una burocracia musulmana en una población animista que supuso un cambio en estos criterios.
Aissa Koli era según la tradición hija del rey Ali Gaji Zanani. Su padre gobernó un año y fue sucedido por un pariente, Dunama, que también murió al año. Durante el reinado de Dunama, se persiguió y mató a todos los hijos de su predecesor, por lo que Aissa y su medio hermano Idris fueron enviados a Bulala en secreto por su madre. Cuándo Dunama murió, Aissa le sucedió como gobernante en la ausencia de cualquier heredero varón, no sabiéndose que su hermano seguía vivo. Según otra versión, Aissa era en cambio hija de Dunama. 
Aissa gobernó siete años, el plazo estipulado  para todos los  gobernantes dado que el cargo de rey no era vitalicio. Al terminar su mandato fue informada de que su hermano, entonces de 12 años, seguía con vida. Aissa le mandó llamar y coronó como sucesor, siendo su consejera al principio de su reinado.  